# Zeptosegundo
Un zeptosegundo es la miltrillonésima parte de un segundo, (10-21 s). Este tiempo tan corto no se usa en la vida diaria, pero es de interés en ciertas áreas de la física o la química. En un segundo hay mil trillones de zeptosegundos.
El prefijo del nombre deriva del latín septem, por la séptima potencia de 103 (es decir (103)7 = 1021), sustituyéndose la «s» por una «z» para evitar la duplicidad de letras en los símbolos. Este prefijo fue adoptado por la Oficina Internacional de Pesas y Medidas en 1991.